# École supérieure d'informatique, électronique, automatique
Fundada en 1958, l’École supérieure d'informatique, électronique, automatique, també anomenada ESIEA, és una Grande école d'enginyeria de França. Està situada a Ivry-sur-Seine, França, a prop del campus de l'Institut polytechnique des sciences avancées.

## Laboratoris d'investigació
- Confiança i Seguretat Digital
- Data Robotics aprenentatge
- Interaccions digitals discapacitat salut
- Art i Recerca Digital